# 布亚克 (塔恩-加龙省)
布亚克（法語：Bouillac，法語發音：[bujak]）是法国奥克西塔尼大区塔恩-加龙省的一个市镇，属于蒙托邦区。

## 地理
布亚克（43°50'33"N, 1°7'8"E）面积30.45 平方千米，位于法国奧克西塔尼大區塔恩-加龙省，该省份为法国西南部内陆省份，北起顺时针与洛特省、阿韦龙省、塔恩省、上加龙省、热尔省和洛特-加龙省接壤。
与布亚克接壤的市镇（或旧市镇、城区）包括：圣萨尔多斯、拉格罗莱圣尼古拉、博蒙德洛马涅、博皮、孔贝鲁热、埃斯卡佐、加列斯、萨沃内斯、加龙河畔凡尔登。

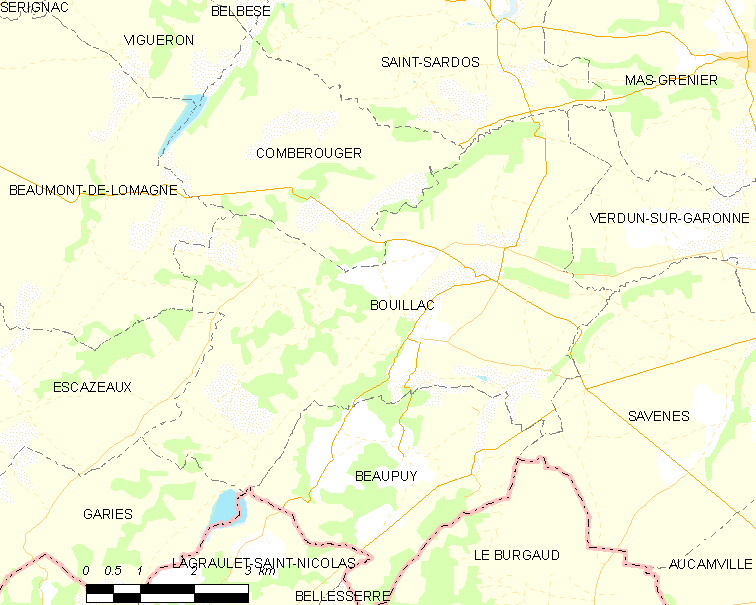
的OSM定位图

布亚克的时区为UTC+01:00、UTC+02:00（夏令时）。

## 行政
布亚克的邮政编码为82600，INSEE市镇编码为82020。

## 政治
布亚克所属的省级选区为加龙河畔凡尔登县。

## 人口

1962-2008年间人口变化图示

布亚克于2022年1月1日时的人口数量为577人。